# Kiduspe
Kiduspe is een plaats in de Estlandse gemeente Hiiumaa, provincie Hiiumaa. De plaats heeft de status van dorp (Estisch: küla).
Kiduspe lag tot in oktober 2013 in de gemeente Kõrgessaare, daarna tot in oktober 2017 in de gemeente Hiiu en sindsdien in de fusiegemeente Hiiumaa.

## Bevolking
Het dorp had 12 inwoners op 31 december 2011 en 23 inwoners op 31 december 2021.

## Ligging
De plaats ligt aan de zuidkust van het schiereiland Kõpu, dat deel uitmaakt van het eiland Hiiumaa.